# Acronicta caesarea
Acronicta caesarea là một loài bướm đêm trong họ Noctuidae.